# Club Atlético Olimpia
El Club Atlético Olimpia es un club deportivo uruguayo con sede en el barrio Colón, en la zona noroeste de la ciudad de Montevideo. Fue fundado el 17 de septiembre de 1918.
Su principal deporte es el básquetbol, aunque también participa en torneos de gimnasia, judo, karate, natación, waterpolo y voleyball. Se lo conoce comúnmente como los alas rojas, los de la cúpula (por la cúpula que cubre su pabellón de básquetbol), o La Máquina Blanca.
Olimpia fue el primer equipo de básquetbol en obtener el título de campeón Sudamericano en el año 1946, campeonato organizado en la ciudad de Buenos Aires, Argentina. Así mismo, es el equipo uruguayo junto con Defensor Sporting y Biguá con más torneos Sudamericanos de clubes obtenidos (2). En el plano nacional, logró 8 veces el Campeonato Federal (1923, 1928, 1929, 1946, 1965, 1970, 1971, 1972). Luego de Defensor Sporting, con 20 campeonatos,  Welcome y Aguada con 9, comparte el tercer lugar junto con Cordón con 8 torneos federales obtenidos.
Desde el año 2005, su clásico rival es Sayago, en una rivalidad denominada "El Clásico del Norte" por la ubicación geográfica de los equipos, ambos con sede en la parte noroeste de la ciudad.

## Historia

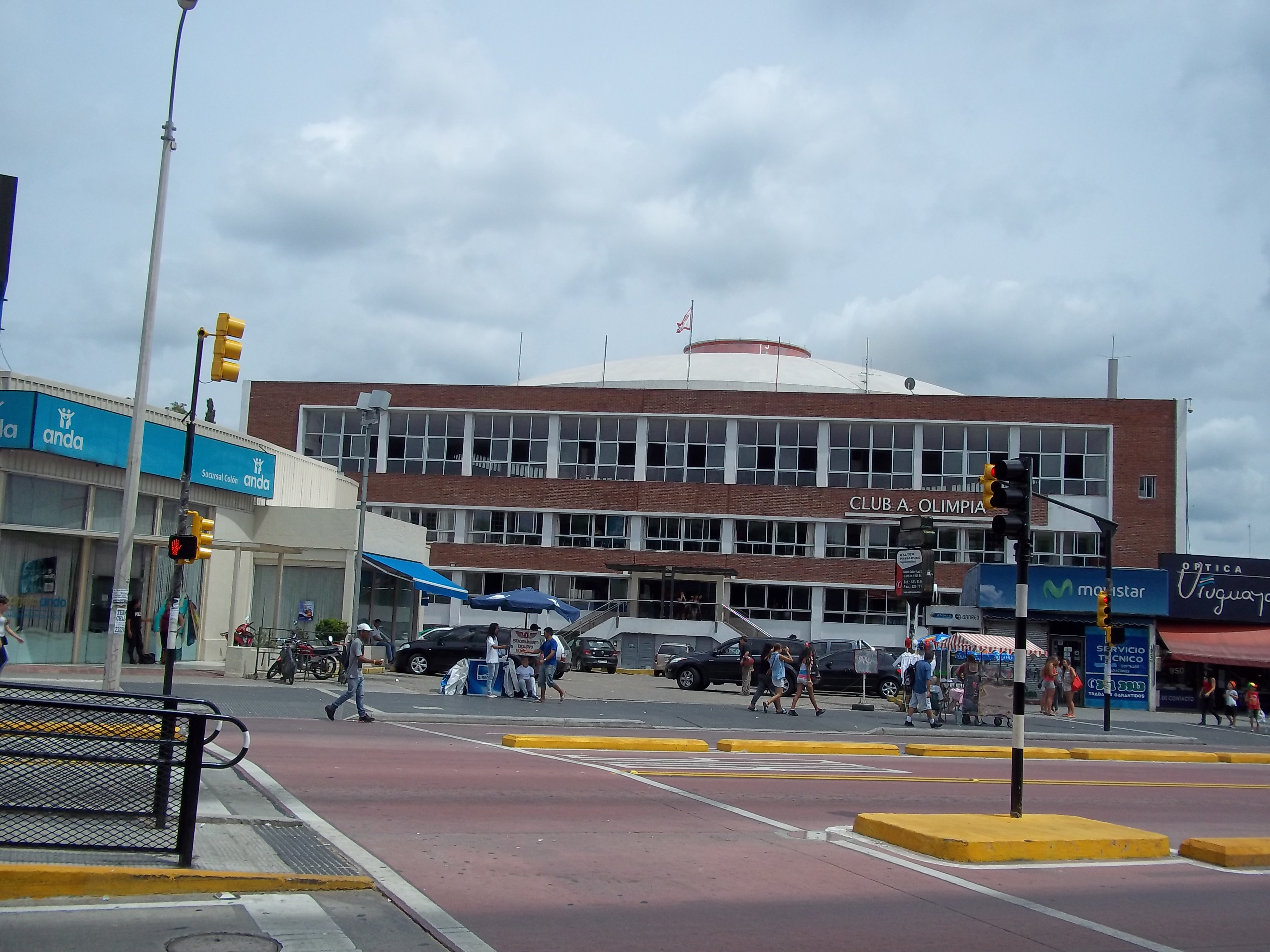
Imagen del gimnasio del club.

En principio, el Club Atlético Olimpia residía en La Aduana, y luego, al trasladarse la Plaza de Deportes N.º 1, se mudó junto a ella a La Aguada, hasta que para el año 1932, la sección de fútbol del club (Olimpia Football Club) se fusionó con el Club Atlético Capurro para formar al Club Atlético River Plate.
En ese entonces, el club quedó en crisis, y al año siguiente se decidió la mudanza al barrio Colón.
Desde el año 2005, su clásico rival es Sayago, en una rivalidad denominada "El Clásico del Norte" por la ubicación geográfica de los equipos, ambos con sede en la parte noroeste de la ciudad. Su primer enfrentamiento se dio cuando Sayago asciende por primera vez a la Liga Uruguaya de Basquetbol.  Parte de la hinchada de Olimpia, especialmente el sector de aliento del equipo se conoce como "Los Pibes de Colón" (LPDC) y llaman al equipo El Capo del Norte.
En cuanto a otros deportes, el club organiza desde el año 2000  la Copa Olimpia Internacional de Gimnasia Artística, el único torneo internacional de clubes de gimnasia en Uruguay, que además integra el calendario de la Federación Internacional de Gimnasia desde 2009.
Por el lado del Voleyball, Las “Alas Rojas” han ganado 5 veces el campeonato uruguayo de 1era división (Livosur) Siendo 4 veces por la rama femenina y 1 vez por la rama masculina.
El ciclista olimpista Juan José Timón ganó la Vuelta Ciclista del Uruguay 1965, mientras que el club obtuvo la clasificación por equipos en las ediciones 1955, 1957, 1961 y 1965.

## Entrenadores
| Nombre                | Nac.               | Período     |
| --------------------- | ------------------ | ----------- |
| José Pedro Losada     | Bandera de Uruguay | 1991-1992   |
| Enrique Yahn          | Bandera de Uruguay | 1993        |
| Jorge Campaña         | Bandera de Uruguay | 1994        |
| Daniel Ciechanovvechi | Bandera de Uruguay | 1995-1996   |
| Mario Enrich          | Bandera de Uruguay | 1996-1999   |
| Daniel Lovera         | Bandera de Uruguay | 1999-2003   |
| Ramiro De León        | Bandera de Uruguay | 2004        |
| Daniel Lovera         | Bandera de Uruguay | 2005-2006   |
| Miguel Volcán Sánchez | Bandera de Uruguay | 2006-2007   |
| Daniel Ciechanovvechi | Bandera de Uruguay | 2007        |
| Daniel Lovera         | Bandera de Uruguay | 2007-2009   |
| Marcelo Signorelli    | Bandera de Uruguay | 2009-2010   |
| Marcelo Sista         | Bandera de Uruguay | 2010        |
| Federico Camiña       | Bandera de Uruguay | 2010-2012   |
| Álvaro Ponce          | Bandera de Uruguay | 2012-2013   |
| Daniel Lovera         | Bandera de Uruguay | 2014-2015   |
| Miguel Volcán Sánchez | Bandera de Uruguay | 2015-2016   |
| Federico Camiña       | Bandera de Uruguay | 2016-2017   |
| Juan Manuel Maseda    | Bandera de Uruguay | 2010        |
| Gerardo Jauri         | Bandera de Uruguay | 2018-2022   |
| Germán Fernández      | Bandera de Uruguay | 2022        |
| Daniel Lovera         | Bandera de Uruguay | 2023 - 2024 |

## Jugadores
| Plantel 2017-18     | Plantel 2017-18    | Plantel 2017-18 | Plantel 2017-18     | Plantel 2017-18 |
| ------------------- | ------------------ | --------------- | ------------------- | --------------- |
| Número              | Nombre del jugador | Posición        | Fecha de nacimiento | Altura          |
|                     | Nicolás Carbajal   | Pívot           | 1995-05-27          |                 |
| 5                   | Juan Viana         | Base            | 1996-12-17          | 180             |
| 7                   | Ivan Loriente      | Escolta         | 1992-07-17          | 184             |
| 9                   | Germán Silvarrey   | Base            | 1987-05-11          | 170             |
| 10                  | Juan Garbarino     | Escolta         | 1989-04-28          | 185             |
| 11                  | Agustín Cabillon   | Alero           | 1995-07-19          | 198             |
| 12                  | Agustín Martínez   | Ala pívot       | 1997-02-25          |                 |
| 12                  | Gonzalo Michetti   | Escolta         | 1998-08-30          | 183             |
| 17                  | Emiliano González  | Ala pívot       | 1988-12-07          | 201             |
| 24                  | Maximiliano Nobile | Base            | 1997-11-17          | 173             |
| 25                  | Abel Agarbado      | Base            | 1993-02-08          | 172             |
| 33                  | Calvin Warner      | Alero           | 1980-06-29          | 201             |
| 41                  | Rodrigo Melgarejo  | Base            | 1995-07-13          |                 |
| 50                  | Paul Harrison      | Pívot           | 1989-06-29          | 203             |
| Extranjero cortados |                    |                 |                     |                 |
| 42                  | Nick Wadell        | Pívot           | 1983-07-13          | 200             |
| 42                  | Cameroon Forte     | Alero           | 1993-06-26          | 201             |
| 42                  | Dominique Keller   | Pívot           | 1988-04-16          | 205             |
| Cuerpo técnico      |                    |                 |                     |                 |
|                     | Federico Camiña    | Entrenador      | Entrenador          | Entrenador      |
|                     | Carlos Barrios     | Asistente       | Asistente           | Asistente       |

## Palmarés

### Torneos nacionales
- Federal de Primera División (8): 1923, 1928, 1929, 1946, 1965, 1970, 1971, 1972.
- Campeonato Sudamericano de Clubes Campeones (1): 1946.
- Subcampeón Federal de Primera División (8): 1941, 1942, 1945, 1947, 1951, 1964, 1976, 2003.
- Subcampeón Campeonato Sudamericano de Clubes Campeones (1): 1972.